# Tyloperla schmidi
Tyloperla schmidi är en bäcksländeart som beskrevs av Bill P.Stark och Ignac Sivec 1991. Tyloperla schmidi ingår i släktet Tyloperla och familjen jättebäcksländor. Inga underarter finns listade i Catalogue of Life.